# عملیات پتک
عملیات پتک (انگلیسی: Operation Sledgehammer) عملیاتی مربوط به متفقین جنگ جهانی دوم بود که هدفشان عبور از کانال مانش و حمله به اروپا بود. اولین هدف مرحله‌ای از این عملیات ایجاد یک جبهه دوم در جبهه غربی بود تا فشاری که بر روی ارتش سرخ شوروی بود را کاهش دهند. این طرح عملیاتی قرار بود جایگزین «عملیات ارزیابی (۱۹۴۲)» شود که یک کد عملیاتی برای تهاجم به شمال فرانسه بود. همان طرح اصلی‌ای بود که در ۱۹۴۳ توسط متفقین برای حمله به اروپا در نظر گرفته شده بود.
این عملیات توسط ارتش ایالات متحده و همچنین اتحاد جماهیر شوروی مورد استقبال قرار گرفت، اما انگلیسی‌ها با آن مخالفت کردند، چرا که ارزیابی‌شان این بود که فرود در فرانسه زودرس است بنابراین غیر عملی است. حتی انجام عملیات با ریسک عدم موفقیت در اوت ۱۹۴۲ تقویت شد. اما در نهایت این عملیات پتک هیچگاه انجام نشد.